# 安塔蓬庫山
13°33′02″S 71°12′07″W / 13.55056°S 71.20194°W
安塔蓬庫山（Anta Punco），是秘魯的山峰，位於該國東南部庫斯科大區，由基斯皮坎奇省的奧孔加特區負責管轄，屬於韋爾卡努塔山脈的一部分，海拔高度約5,000米。